# NGC 5057
NGC 5057 est une galaxie lenticulaire située dans la constellation de la Chevelure de Bérénice. Sa vitesse par rapport au fond diffus cosmologique est de 6 109 ± 17 km/s, ce qui correspond à une distance de Hubble de 91,1 ± 6,3 Mpc (∼297 millions d'al). NGC 5057 a été découverte par l'astronome germano-britannique William Herschel en 1785.
À ce jour, une mesure non basée sur le décalage vers le rouge (redshift) donne une distance d'environ 73,600 Mpc (∼240 millions d'al). Cette valeur est nettement à l'extérieur des valeurs de la distance de Hubble. Notons cependant que c'est avec la valeur moyenne des mesures indépendantes, lorsqu'elles existent, que la base de données NASA/IPAC calcule le diamètre d'une galaxie et qu'en conséquence le diamètre de NGC 5057 pourrait être d'environ 39,5 kpc (∼129 000 al) si on utilisait la distance de Hubble pour le calculer.